# Paige Harden
Kathryn Paige Harden – amerykańska psycholożka, profesor psychologii klinicznej Uniwersytetu Teksańskiego w Austin. Zajmuje się genetyką zachowania; jest główną badaczką programu poświęconemu tej dziedzinie na UT-A, i jedną z dyrektorek projektu badania bliźniąt Texas Twin Project.

## Życiorys

### Wczesne życie i wykształcenie
Jest córką psychologa sądowego i prawniczki. Ukończyła studia psychologiczne na Uniwersytecie Furmana (B.S. cum laude, 2003) i Uniwersytecie Wirginii (M.A., 2005, Ph.D., 2009), pisząc doktorat pod kierunkiem Erica Turkheimera.

### Praca i dalsze życie
Po studiach odbyła staże kliniczne m.in. w Harvard Medical School. Od sierpnia 2009 należy do kadry wydziału psychologii Uniwersytetu Teksańskiego w Austin, od 2015 jako tenured associate professor. Bada tzw. interakcje geny–środowisko. Jej badania i komentarze pojawiały się w mediach, m.in. w New York Times, Washington Post, czy The Atlantic. W tekście opinii dla NYT z 2018 argumentowała, że postępy genetyki nie kłócą się z egalitaryzmem ani ideą równości szans. W 2017 została uhonorowana nagrodą Amerykańskiego Towarzystwa Psychologicznego dla wyróżniających się młodych naukowców.
Wyszła za mąż za współpracownika z UV, psychologa i częstego współautora Elliota Tuckera-Droba.